# سنتر (تگزاس)
سنتر، تگزاس(به انگلیسی: Center, Texas) شهری در ایالت تگزاس از ایالات جنوبی ایالات متحده آمریکا است. در سرشماری سال ۲۰۰۰، جمعیت این شهر ۵۶۷۸ نفر اعلام شد.